# Карааспан
Карааспан (Караспан, каз. Қарааспан, до 1999 г. — Обручевка) — село в Ордабасинском районе Туркестанской области Казахстана, в 28 км к юго-западу от с. Темирлановка. Входит в состав Карааспанского сельского округа. Основано в 1937 году. Код КАТО — 514643600. Расположено в степном поясе с серой почвой около впадении р. Бадам в р. Арыс. Через село проходит автомобильная дорога Темирлан — Арыс.

## Население
В 1999 году население села составляло 3221 человек. По данным переписи 2009 года, в селе проживали 3602 человека.

## История
В 2 км от села расположено городище Караспантобе.
Переселенческое село Обручёво основано в 1892 г.